# 南大沢警察署
南大沢警察署（みなみおおさわけいさつしょ）は、警視庁が管轄する警察署である。第九方面本部所属。管轄区域が神奈川県相模原市と隣接している。
署員数およそ290名、識別章所属表示はVJ。

## 管轄区域
- 八王子市の一部

上柚木、上柚木二・三丁目、越野、下柚木、下柚木二・三丁目、中山、南陽台一〜三丁目、別所一・二丁目、堀之内、堀之内二・三丁目、松木、南大沢一〜五丁目、鑓水、鑓水二丁目、大塚、鹿島、東中野、松が谷、宇津貫町、片倉町、小比企町、七国一〜六丁目、西片倉一〜三丁目、兵衛一・二丁目、みなみ野一〜六丁目、打越町、北野台一〜五丁目、北野町、絹ケ丘一〜三丁目、長沼町
- 町田市の一部

相原町、小山町、小山ヶ丘一〜六丁目

## 所在地
- 東京都八王子市南大沢一丁目8番地3

## 沿革
警視庁管内では2008年の東京湾岸警察署に次ぐ新設署であり、移転や改築を除くと最も新しい警察署である。
- 2009年4月20日 ‐ 八王子警察署・町田警察署より分離、南大沢警察署開署。建設中の仮称は多摩西警察署であった[1]。

## 組織
- 警務課
- 交通課
- 警備課
- 地域課
- 刑事組織犯罪対策課
- 生活安全課

## 交番

### 八王子市
- 南大沢駅前交番（八王子市南大沢2丁目2番地） - 八王子警察署から移管
- 堀之内駅前交番（八王子市別所2丁目1番地） - 八王子警察署から移管
- 松が谷交番（八王子市松が谷1540番地の2） - 八王子警察署から移管
- 下柚木交番（八王子市越野1番地の11） - 八王子警察署から移管
- 北野駅前交番（八王子市打越町344番地の10） - 八王子警察署から移管
- 高嶺交番（八王子市北野台4丁目26番1号） - 八王子警察署から移管
- みなみ野交番（八王子市みなみ野1丁目7番4号） - 八王子警察署から移管

### 町田市
- 相原駅前交番（町田市相原町1155番地5） - 町田警察署から移管

## 駐在所

### 八王子市
- 南大沢駐在所（八王子市南大沢3丁目9番地）
- 宮上駐在所（八王子市南大沢5丁目14番地）
- 上柚木駐在所（八王子市上柚木312番地の2）
- 堀之内駐在所（八王子市堀之内171番地の4）
- 南陽台駐在所（八王子市南陽台2丁目1番2号）
- 小比企駐在所（八王子市小比企町1768番地）

### 町田市
- 相原駐在所（町田市相原町369番地24）
- 大戸駐在所（町田市相原町3190番地）
- 小山駐在所（町田市小山町1170番地6）

## 地域安全センター
- 片倉地域安全センター（八王子市片倉町2411番地の1）

## 主な未解決事件
- 八王子市母子殺害事件（被疑者は現在も逃亡中で、全国に指名手配されている。）